# Politik i Peking

Pekings läge i Kina.

Den politiska makten i Peking utövas officiellt av stadens folkregering, som leds av den regionala folkkongressen och borgmästaren. Storstadsområdet Peking befinner sig administrativt på provinsnivå, vilket betyder att borgmästaren i Peking är jämställd med guvernörerna i landets övriga provinser. Dessutom finns det en regional politiskt rådgivande konferens, som motsvarar Kinesiska folkets politiskt rådgivande konferens och främst har ceremoniella funktioner. Stadens borgmästare sedan maj 2017 är Chen Jining.
I praktiken utövar dock den regionala avdelningen av Kinas kommunistiska parti den avgörande makten i Peking och partisekreteraren i regionen har högre rang i partihierarkin än borgmästaren. Sedan maj 2017 heter partisekreteraren Cai Qi.
Ställningen som partisekreterare i Peking (北京市委书记) har en särskild prestige i kinesisk politik på nationell nivå och det är numera brukligt att partisekreteraren också är ledamot i Politbyrån i Kinas kommunistiska parti. Kulturrevolutionen inleddes med en attack på den lokala partiapparaten och under större delen av rörelsen styrdes staden av en revolutionär kommitté som leddes av Xie Fuzhi.
Partiapparaten i Peking hade ett särskilt stort ansvar för att organisera Olympiska sommarspelen 2008.

## Lista över Pekings borgmästare
- 1948–1949：Ye Jianying
- 1949–1951：Nie Rongzhen
- 1951–1966：Peng Zhen (avsatt i Kulturrevolutionens inledningsskede)
- 1966–1967: Wu De (tillförordnad borgmästare)
- 1967–1972: Xie Fuzhi (ordförande i Pekings revolutionära kommitté)
- 1972–1978: Wu De
- 1978–1981: Lin Hujia
- 1981–1983: Jiao Ruoyu
- 1983–1993: Chen Xitong
- 1993–1996: Li Qiyan
- 1996–1999: Jia Qinglin (tillförordnad borgmästare 1996, ordinarie 1997)
- 1999–2003: Liu Qi
- januari 2003 – mars 2003: Meng Xuenong (avskedad för sin roll i mörkläggningen av SARS.)
- 2003–2007: Wang Qishan
- 2007–2012: Guo Jinlong (tillförordnad borgmästare till januari 2008)
- 2012-2016: Wang Anshun (tillförordnad borgmästare till januari 2013)
- 2016-2017: Cai Qi (tillförordnad borgmästare från oktober 2016 till 20 januari 2017, borgmästare till maj 2017)
- 2017-nuvarande: Chen Jining (tillförordnad borgmästare från maj 2017)

## Lista över partisekreterare i Peking
- 1948–1966: Peng Zhen (avsatt i Kulturrevolutionens inledningsskede)
- 1966–1967: Li Xuefeng
- 1967–1972: Xie Fuzhi (ordförande i Pekings revolutionära kommitté)
- 1972–1978: Wu De
- 1978–1981: Lin Hujia
- 1981–1984: Duan Junyi
- 1984–1992: Li Ximing
- 1992–1995: Chen Xitong (arresterad för korruption)
- 1995–1997: Wei Jianxing
- 1997–2002: Jia Qinglin
- 2002–2012: Liu Qi
- 2012-2017: Guo Jinlong
- 2017-nuvarande: Cai Qi